# Ouidah
Ouidah   este un oraș  în  Benin, pe malul Atlanticului. Este reședința  departamentului  Atlantique.